# Schizaspidia taiwanensis
Schizaspidia taiwanensis är en stekelart som beskrevs av Ishii 1938. Schizaspidia taiwanensis ingår i släktet Schizaspidia och familjen Eucharitidae. Inga underarter finns listade i Catalogue of Life.